# Campeonato Mineiro Segunda Divisão 1961
In 1961 werd het eerste Campeonato Mineiro Segunda Divisão gespeeld voor voetbalclubs uit de Braziliaanse staat Minas Gerais, de officiële naam van de competitie was Primeira Divisão de Profissionais. Door het groeiende aantal profclubs in de staat werd dit jaar deze competitie ingevoerd als tweede klasse onder de hoogste klasse, de Divisão Extra. De kampioen promoveerde niet rechtstreeks maar speelde een play-off tegen een eersteklasser. 

## Eerste fase

### Zone Centro A
| Plaats | Club        | Wed. | W | G | V | Saldo | Ptn. |
| ------ | ----------- | ---- | - | - | - | ----- | ---- |
| 1.     | Ferroviário | 8    | 7 | 1 | 0 | 12:2  | 15   |
| 2.     | Caratinga   | 8    | 4 | 1 | 3 | 16:7  | 9    |
| 3.     | Vera Cruz   | 8    | 3 | 2 | 3 | 16:12 | 8    |
| 4.     | Palmeirense | 8    | 2 | 1 | 5 | 8:21  | 5    |
| 5.     | Minas       | 8    | 1 | 1 | 6 | 5:15  | 3    |

|  | Geplaatst voor zonefinale |

### Zone Centro B
| Plaats | Club             | Wed. | W | G | V | Saldo | Ptn. |
| ------ | ---------------- | ---- | - | - | - | ----- | ---- |
| 1.     | Itaú de Contagem | 8    | 6 | 1 | 1 | 16:6  | 13   |
| 2.     | Caldense         | 8    | 5 | 0 | 3 | 12:9  | 10   |
| 3.     | Vila             | 8    | 3 | 1 | 4 | 6:10  | 7    |
| 4.     | Itaúna           | 8    | 2 | 1 | 5 | 10:13 | 5    |
| 5.     | Paraense         | 8    | 2 | 1 | 5 | 13:19 | 5    |

|  | Geplaatst voor zonefinale |

### Finale
Heen
|                |                  |       |             |                               |
| 8 oktober 1961 | Itaú de Contagem | 2 – 3 | Ferroviário | Jorge Dias de Oliva, Contagem |
| 8 oktober 1961 |                  |       |             | Jorge Dias de Oliva, Contagem |

Terug
|                 |             |       |                  |                                    |
| 29 oktober 1961 | Ferroviário | 3 – 0 | Itaú de Contagem | Benjamin de Oliveira, Diviniópolis |
| 29 oktober 1961 |             |       |                  | Benjamin de Oliveira, Diviniópolis |

### Zone Triângulo A
| Plaats | Club               | Wed. | W | G | V | Saldo | Ptn. |
| ------ | ------------------ | ---- | - | - | - | ----- | ---- |
| 1.     | Itaú de Pratápolis | 8    | 6 | 1 | 1 | 17:3  | 13   |
| 2.     | Uberlândia         | 8    | 5 | 2 | 1 | 17:4  | 12   |
| 3.     | Fluminense         | 8    | 3 | 2 | 3 | 9:18  | 8    |
| 4.     | Araguari           | 8    | 1 | 3 | 4 | 7:11  | 5    |
| 5.     | Ituiutabana        | 8    | 1 | 0 | 7 | 5:19  | 2    |

|  | Geplaatst voor zonefinale |

### Zone Triângulo B
| Plaats | Club                | Wed. | W | G | V | Saldo | Ptn. |
| ------ | ------------------- | ---- | - | - | - | ----- | ---- |
| 1.     | Nacional de Uberaba | 8    | 5 | 2 | 1 | 17:9  | 12   |
| 2.     | Mamoré              | 7    | 4 | 2 | 1 | 10:5  | 10   |
| 3.     | Independente        | 7    | 2 | 3 | 2 | 18:13 | 7    |
| 4.     | Dorense             | 5    | 1 | 0 | 4 | 6:17  | 2    |
| 5.     | URT                 | 5    | 0 | 1 | 4 | 3:10  | 1    |

|  | Geplaatst voor zonefinale |

### Finale
Heen
|                 |      |       |                     |                                            |
| 22 oktober 1961 | Itaú | 3 – 1 | Nacional de Uberaba | Estádio Engenheiro Jorge Oliva, Pratápolis |
| 22 oktober 1961 |      |       |                     | Estádio Engenheiro Jorge Oliva, Pratápolis |

Terug
|                 |                     |       |      |            |
| 29 oktober 1961 | Nacional de Uberaba | 1 – 0 | Itaú | JK Uberaba |
| 29 oktober 1961 |                     |       |      | JK Uberaba |

Beslissende wedstrijd
|                 |                     |       |      |          |
| 5 november 1961 | Nacional de Uberaba | 0 – 1 | Itaú | Araguari |
| 5 november 1961 |                     |       |      | Araguari |

## Finale
Heen
|                  |             |             |      |                                    |
| 19 november 1961 | Ferroviário | 0 – 1       | Itaú | Benjamin de Oliveira, Diviniópolis |
| 19 november 1961 |             | 82' Haroldo |      | Benjamin de Oliveira, Diviniópolis |

Terug
|                  |                                 |       |             |                                            |
| 26 november 1961 | Itaú                            | 3 – 0 | Ferroviário | Estádio Engenheiro Jorge Oliva, Pratápolis |
| 26 november 1961 | Zezé 54' Dorival 70' Rilson 76' |       |             | Estádio Engenheiro Jorge Oliva, Pratápolis |

### Kampioen
| Campeonato Mineiro de 1961 - Primeira Divisão de Profissionais |
| -------------------------------------------------------------- |
| ITAÚ DE PRATÁPOLIS 1º Titel                                    |